# Raisonnement émotionnel
Le raisonnement émotionnel est un processus cognitif par lequel une personne tire des conclusions prouvant que quelque chose est vrai sur ses émotions indépendamment des preuves observées. Par exemple, même si un conjoint n'a fait preuve que de prévenance, une personne utilisant un raisonnement émotionnel pourrait conclure: « Je sais que mon conjoint est infidèle parce que je me sens jaloux ».
Le raisonnement émotionnel est une forme de distorsion cognitive qui empêche les expériences correctives qui remettent en cause les croyances antérieures.
Les émotions sont déclenchées par la façon dont l'événement observé est pensé, le plus souvent inconsciemment et influencé par d'autres biais et préjugés cognitifs. Les émotions sont donc totalement inadaptées pour évaluer la justesse d'une hypothèse, puisqu'elles sont le résultat de l'hypothèse.

## Origine
Le raisonnement émotionnel, en tant que concept, a été introduit d’abord par le psychiatre Aaron Beck en 1979. Il faisait partie d’un thème plus large de Beck : les distorsions cognitives et la dépression. Pour contrer les distorsions cognitives, Beck a développé une thérapie appelée thérapie cognitive, qui est devenue associée à la thérapie cognitivo-comportementale. À l’origine, le raisonnement émotionnel était attribué aux pensées automatiques, telles que des pensées négatives incontrolables.
Les personnes ayant des tendances à la dépression, en particulier, écoutent souvent de manière excessive leurs sentiments négatifs au lieu de regarder les faits objectifs de manière impartiale.  Cependant, dans des situations stressantes, les gens ont généralement tendance à réagir émotionnellement à un événement donné au lieu de trouver une réponse stratégiquement intelligente.

## Impact
Une personne qui est soumise à une conclusion émotionnelle ne remet pas en question l'hypothèse faite en raison du biais de confirmation et de l'auto-tromperie associée et ignore les preuves qui vont à l'encontre de l'hypothèse faite. Le manque de preuves renforce encore d'autres biais cognitifs.

## Thérapie cognitivo-comportementale
Les preuves émotionnelles font l'objet d'une attention particulière dans la thérapie cognitivo-comportementale, qui utilise le questionnement pour montrer les schémas de pensée du patient qui entraînent des émotions négatives et les rendre conscients, afin de les remplacer ensuite par des schémas de pensée qui entraînent des émotions positives.

## Communication non violente
La communication non violente (CNV) contrecarre les conclusions émotionnelles en rendant conscient le processus de développement émotionnel. Dans la CNV, il est important d'assumer la responsabilité de ses propres émotions (appelées « sentiments » dans la CNV) et d'accepter les suppositions , surtout ceux qui se traduisent par une émotion négative.